# Гамская-Лемпицкая, Ядвига
Ядвига Гамская-Лемпицкая (пол. Jadwiga Gamska-Łempicka; 2 июля 1903, Пшемысль — 9 января 1956, Люблин) — польская поэтесса, жена польского учёного и писателя Станислава Лемпицкого.

## Биографические данные
Ядвига Гамская родилась 2 июля 1903 года в Перемышле, в семье Эмиля Гамского, чиновника местного Заведения страхования, и Юзефы Ванды Гамской (в девичестве Гжещук). В 1914 году поступила в местную частную гимназию Анны Рахальской. Потом это учебное заведение переименовали в классическую гимназию имени Марии Конопницкой. Ещё ученицей Ядвига дебютировала со стихами, опубликованными в еженедельнике «Ziemia Przemyska». Окончив гимназию в 1922 году, переехала во Львов, где в университете изучала польскую литературу и историю. В 1927 году получила диплом филолога, под руководством профессора Юлиуша Кляйнера написала труд «Motyw śmierci w utworach średniowiecznych» / «Мотив смерти в средневековых произведениях». В этом же году она издала свой первый поэтический сборник «Przechodniom» / «Прохожим». В 1927—1939 годах Ядвига Гамская сотрудничала с львовской культурно-литературной прессой (в основном это «Gazeta Lwowska» и «Słowo Polskie»), где печатала кроме своих стихов, также рецензии на художественные произведения. Работала библиотекарем в Польском школьном музее и в Библиотеке Баворовских. В 1930 году вышла замуж за Станислава Лемпицкого, профессора Львовского университета, известного историка литературы и вместе с ним проводила научно-литературную рубрику Львовского радио в 1931—1936 годах.
В тридцатых годах Гамская-Лемпицкая издаёт следующие поэтические сборники «Między niebem a ziemią» / «Между небом и землей» (Львов, 1934) и «Okno na ogród» / «Окно в сад» (Львов, 1938). Они привлекли внимание многих рецензентов, в частности одного из видных польских критиков — Кароля Виктора Заводзинского, который благосклонно прокомментировал том «Między niebem a ziemią», отметив большой поэтический талант автора. Особенно же похвалил «Okno na ogród». В помещенной на страницах львовского издания «Wiadomości Literackie» рецензии он написал: 

(...) книга необычная собственно своим содержанием, серьезностью главной темы и отношением автора к этой теме, совсем не художественным. Это главная тема смерти, ужас небытия, гниения в могиле, которое показано в ужасной наготе, которое возвращается с упорством навязчивой мании; мы уже скорее как люди, а не как читатели поэзии, вздрагиваем вместе с поэтессой из ужаса от постоянного и непонятного поражения человечества.— Оригинальный текст (пол.)(...) książka niezwykła właśnie swą zawartością, powagą zasadniczego tematu i nieartystowskim doń stosunkiem autorki. Tym centralnym tematem jest śmierć, groza nicości, gnicie grobu zjawiające się w całej przerażającej nagości i wracającej z uporem obsesji, jako ludzie raczej, niż jako czytelnicy poezji, wijemy się razem z poetką w przerażeniu nad nieuchronną i niezrozumiałą klęską człowieczeństwa.
В творчестве поэтессы важное место занимают также переводы, в основном с немецкого и латинского языков. В 1934 году опубликована её переводная книга — «Hymny średniowieczne», передслово к которой написал Юзеф Биркенмайер.
После начала Второй мировой войны супруги Лемпицкие оставались во Львове. В нелегальной прессе публиковались анонимные стихи Ядвиги Гамской-Лемпицкой. В антологии «Wiersze płomienne» / «Пламенные стихи», которую заключила Стефания Скварчинская и опубликовала 1943 года в фиктивном издательстве «Tłocznia Dr Apaka» / «Типография д-ра Апака», содержатся также произведения Тадеуша Холлендера, Ежи Гординского и Мирослава Жулавского. Следующую книгу — «Śpiew wojenny» / «Военный пение» — редактировали Скварчинская и Жулавский и издали 1944 года в подпольной типографии «Tajne Lwowskie Drukarnie Wojskowe». Несмотря на большой по тем временам тираж — 1200 экземпляров, по сей день их сохранилось сравнительно мало. Стихи Ядвиги Гамской-Лемпицкой на военную тематику несколько раз перепечатывало лондонское издание «Nowa Polska», которое редактировал Антоний Слонимский.
В июле 1945 года Ядвига Гамска-Лемпицкая вместе с мужем была принудительно репатриирована и уехала в Краков. Короткое время работала в руководстве Польской академии знания. С 1948 года она работает в краковском отделе «Оссолинеума» и в редакции издательства «Biblioteka Narodowa», где приготовила к печати много томов. Тридцать её переводов помещен в книжке «Wybór poezji Goethego» (Вроцлав, 1955), a также в томе «Niemiecka ballada romantyczna» (Вроцлав, 1963). Все время Гамская-Лемпицкая помогала в научной работе своему мужу, а после его смерти, последовавшей в декабре 1947 года, приготовила издания его произведений — «Wspomnienia ossolińskie», переводную книжку «Heinrich Heine. Poezje wybrane», a также том «Renesans i humanizm w Polsce».
Годы войны и личные переживания оставили прочный след на психике поэтессы. Все чаще повторялись настроения апатии и психической депрессии. Для произведений последнего периода жизни характерным и запоминающимся стало всеобъемлющее чувство одиночества. В ноябре 1955 года Ядвига Гамская-Лемпицкая приехала в Перемышль и большую часть времени своего пребывания в этом городе провела на кладбище. 9 января 1956 года в Люблине она, чувствуя себя никому не нужной, наложила на себя руки. Тело поэтессы перевезли в Краков и захоронили в мужниной могиле на Сальваторском кладбище.
Несмотря на активную творческую работу, Ядвига Гамская-Лемпицкая после Второй мировой войны не издала ни одной своей книги. Только после смерти поэтессы, благодаря стараниям её друзей, особенно же профессора Стефании Скварчинской, в издательстве «Pax» вышла книга «Słowo dla ludzi» (Варшава, 1957). Произведения Гамской-Лемпицкой выходили в перемышльских издательствах. Фундаментальное значение приобрела публикация Стефании Костшевской-Кратохвиловой, помещенная в первом томе издания «Z dziejów kultury i literatury ziemi przemyskiej» / «Из истории культуры и литературы перемышльской земли». Это самый полный сборник произведений поэтессы. Немало стихов опубликовано здесь впервые.
В том же издании есть также до сих пор не известные воспоминания из детских лет под названием «Moje miasto» / «Мой город». Написанный во времена немецкой оккупации во Львове, этот литературный дневник был для автора возвращением к юности в Перемышле и служил своеобразным бегством от унылой действительности. Это также ценный поэтическое описание города и людей, что жили в нём.
Ядвига Гамская-Лемпицкая не смогла в полной мере осуществить своих издательских намерений. Часть её поэтического наследия до сих пор остается в рукописях, которые хранятся в вроцлавской Библиотеке «Оссолинеум».

## Произведения

### Сборники поэзии
- «Przechodniom» (Львов, 1927)
- «Między niebem a ziemią» (Львов, 1934)
- «Okno na ogród» (Львов, 1938)"
- «Słowo dla ludzi» (Варшава, 1957)

### Произведения в сборниках оптовых
- «Wiersze płomienne» (Варшава, 1943), издательство «Tłocznia Dr Apaka»
- «Śpiew wojenny» (Львов, 1944), подпольная типография «Tajne Lwowskie Drukarnie Wojskowe»
- Стихи в книжке «Z dziejów kultury i literatury ziemi przemyskiej» (1 том)
- «Moje miasto» — ежедневник в книжке «Z dziejów kultury i literatury ziemi przemyskiej» (1 том)

### Переводные произведения
- «Hymny średniowieczne» (1934)
- «Wybór poezji Goethego» (Вроцлав, 1955)
- «Niemiecka ballada romantyczna» (Вроцлав, 1963)